# Joakim Ojanen
Joakim Ojanen, född 14 november 1985 i Västerås, är en svensk konstnär inom skulptur, måleri och teckning.

## Biografi
Ojanen utbildades på Konstfack 2009–2014 i Stockholm. Efter utbildningen på Konstfack har Ojanen gjort sig känd för färgstarka och emotionella figurer i glaserad keramik, brons samt måleri och teckning. 2019 tilldelades Ojanen Carl Axel Valéns konststipendium.
Ojanen har ställt ut runt om i världen med separatutställningar i bland annat New York, Tokyo, Los Angeles, Paris, Hong Kong, Düsseldorf, Aten, Stockholm, Köln.
2021 gjorde Ojanen en separatutställning på Västerås Konstmuseum som sedan sattes upp och visades på The Hole NYC i New York 2021. Utställningen fick mycket uppmärksamhet både i Sverige och i USA.   
Joakim Ojanen är yngre bror till konstnären Jakob Ojanen.

## Offentliga verk i urval
- Horisonten – Att ta emot en sol, skulpturgrupp i brons (pågående) Södra stationstorget, Varberg [26]
- Min Plats, skulpturgrupp i brons. 2020–2023 i stadsdelen Kajstaden i Västerås.[27][28][29]
- Symbios Människan & Naturen, skulpturgrupp i glasfiber. 2021Drottning Silvias Barnsjukhus, Östra Sjukhuset, Göteborg[30]
- Väntrum, skulptur i keramik, 2015 Mini Maria, Kaverös äng 5, Göteborg